# Antoinette Voskuil
Antoinette Voskuil (1 februari 1978) is een Nederlands langebaanschaatsster.
In 1996 nam Voskuil deel aan de NK Afstanden op de 1500, 3000 en 5000 meter.

## Records

### Persoonlijke records[2]
| Afstand      | Tijd     | Datum           | Baan       |
| ------------ | -------- | --------------- | ---------- |
| 500 meter    | 46,27    | 5 november 1995 | Deventer   |
| 1000 meter   | 1.30,20  | 11 maart 1995   | Deventer   |
| 1500 meter   | 2.18,12  | 21 oktober 1995 | Deventer   |
| 3000 meter   | 4.44,91  | 14 januari 1996 | Heerenveen |
| 5000 meter   | 8.00,72  | 4 maart 1997    | Deventer   |
| 10.000 meter | 16.34,62 | 14 maart 1995   | Deventer   |